# Списки екзопланет

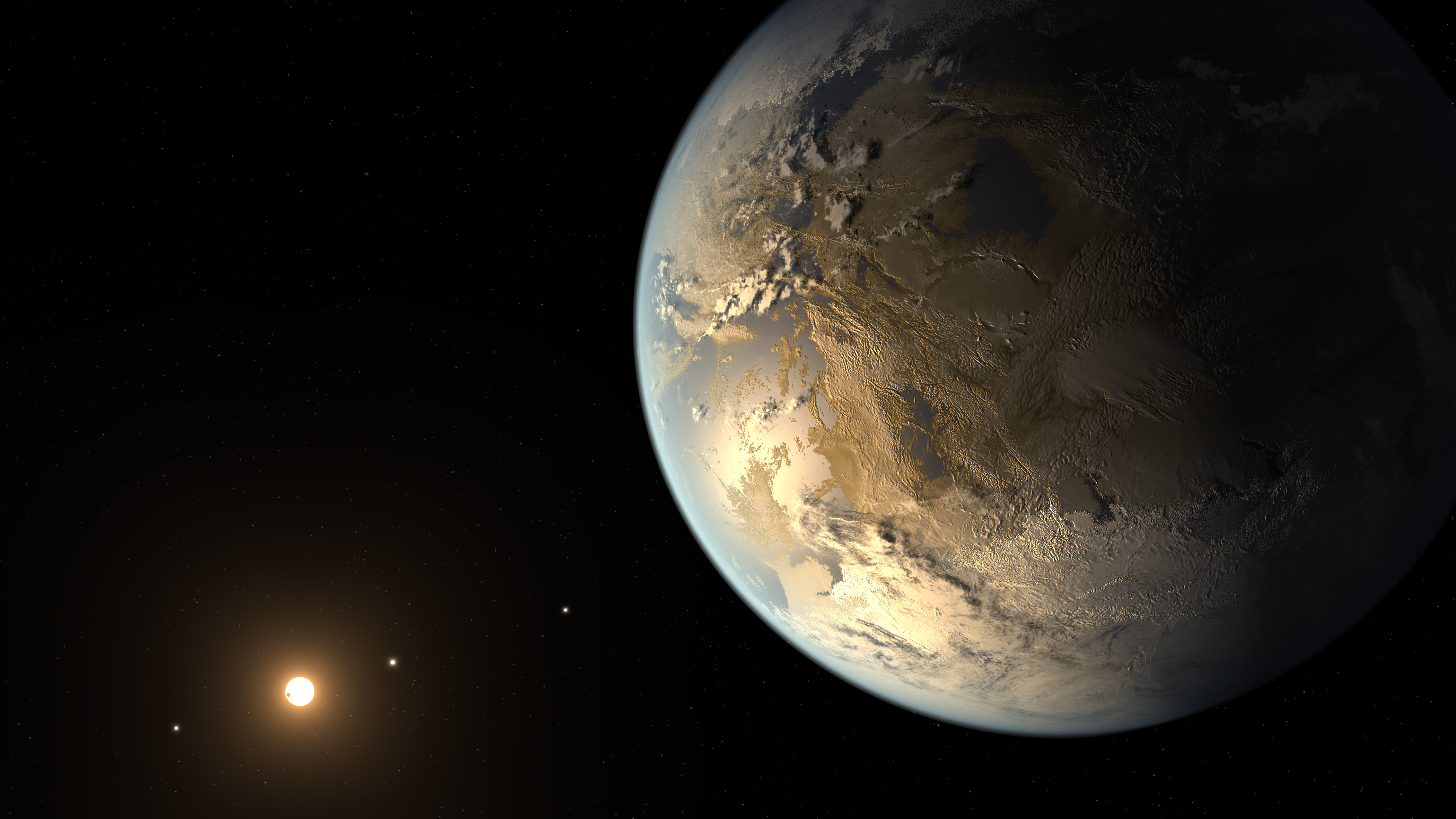

- Транзит: 3945 (74.8%)
- Зміни радіальної швидкості: 1027 (19.5%)
- Мікролінзування: 176 (3.3%)
- Пряме спостереження: 62 (1.2%)
- Зміни моментів транзитів: 24 (0.5%)
- Зміни моментів затемнень: 17 (0.3%)
- Модуляції орбітальної яскравості: 9 (0.2%)
- Зміни максимумів випромінювання пульсарів: 7 (0.1%)
- Зміни моментів пульсацій: 2 (0.0%)
- Астрометичний: 2 (0.0%)
- Кінематика протопланетних дисків: 1 (0.0%)

Список списків екзопланет, об'єднаних за різноманітними спільними критеріями. Станом на 1 березня 2023 року відомо 5332 екзопланети в 3931 планетній системі; 855 з цих систем містять 2 і більше планет. Більшість підтверджених екзопланет були вікдриті космічним телескопом Кеплер. Також існує 2054 кандидати в екзопланети з першої місії Кеплера, 978 - з місії Кеплер К2 і 4096 завдяки спостереженням орбітального телескопу TESS.

## Перелік списків
- Список кандидатів в екзопланети
- Список потенційно життєпридатних екзопланет
- Список екзопланет з власними назвами
- Список багатопланетних систем
- Перелік рекордних екзопланет
- Список найбільших екзопланет
- Список найменших екзопланет
- Список найбільш масивних екзопланет
- Список перших екзопланет
- Список найближчих екзопланет
- Список екзопланет, відкритих телескопом «Кеплер»
- Список екзопланет, відкритих місією «Кеплер К2»
- Список потенційних екзопланет земної групи
- Список потенційних планет-океанів
- Список потенційних гарячих Юпітерів
- Список екзопланет, подібних до Нептуна
- Список екзопланет, відкритих транзитним методом
- Список екзопланет, відкритих методом радіальних швидкостей
- Перелік екзопланет, відкритих методом прямого спостереження
- Списки екзопланет за роком відкриття: до 2000, 2000-2009, 2010, 2011, 2012, 2013, 2014, 2015, 2016, 2017, 2018, 2019, 2020, 2021, 2022, 2023.